# Partido Regionalista Independiente
El Partido Regionalista Independiente (PRI) fue un partido político chileno de ideología centrista y regionalista, que en el momento de su fundación se planteó como alternativa a las coaliciones predominantes en el sistema electoral chileno. Fue creado el 4 de julio de 2006, tras la fusión de los partidos Alianza Nacional de los Independientes (ANI) y Partido de Acción Regionalista de Chile (PAR), movimientos antes agrupados en la Fuerza Regional Independiente. En 2014, la colectividad decidió sumarse al pacto de centroderecha Chile Vamos.
En febrero de 2014 el PRI fue declarado como disuelto por el Servicio Electoral tras no alcanzar el 5% mínimo de votos en las elecciones parlamentarias de 2013, siendo nuevamente inscrito ante el Servel en abril de 2014. Estuvo legalizado en las regiones de Arica y Parinacota, Tarapacá, Antofagasta, Atacama, Coquimbo, Valparaíso, Metropolitana, Maule, Araucanía, Los Ríos, Los Lagos, Aysén y Magallanes.
En las elecciones parlamentarias de 2017 no logró elegir diputados ni alcanzó el porcentaje mínimo de votos para seguir existiendo, por lo que se fusionó con Democracia Regional Patagónica para formar el Partido Regionalista Independiente Demócrata.

## Historia

### Antecedentes (2002-2005)
Pese a haber trabajado durante casi una década, solo en el año 2002 se hizo oficial, tras haber sido inscrita en el Servicio Electoral, la Alianza Nacional de los Independientes (ANI), partido de carácter regionalista cuyo objetivo era instalar, en el sur y extremo austral de Chile, una vía alternativa al centralizado panorama político nacional. Con similar propósito, y en el año 2003, el alcalde de Iquique y exmiembro de la Concertación, Jorge Soria, funda otro partido independiente, cuyo ámbito de acción abarca el extremo norte del país, llamado Partido de Acción Regionalista de Chile (PAR).
Las primeras elecciones que ambos partidos enfrentaron, de forma independiente, fueron las municipales del año 2004. En esta elección, el PAR, que corrió como "Nueva Fuerza Regional" obtuvo solo un alcalde electo, Jorge Soria en Iquique, y el ANI, que corrió como "Nueva Alternativa Independiente", también obtuvo un alcalde, Guillermo Vásquez en Lonquimay.
Ambos partidos decidieron aprovechar sus similitudes ideológicas, corriendo juntos en las elecciones parlamentarias de 2005 a través del pacto denominado "Fuerza Regional Independiente". Solo obtuvieron una diputada, Marta Isasi del PAR, por el distrito n.º 2 (Alto Hospicio, Camiña, Colchane, Huara, Iquique, Pica y Pozo Almonte). En cuanto a la elección presidencial del mismo año, el líder del PAR, Jorge Soria, respaldó públicamente al candidato de la Alianza por Chile, Sebastián Piñera, mientras que el ANI entregó su apoyo a la candidata de la Concertación, Michelle Bachelet, quien finalmente saldría electa como Presidenta de Chile.

### Nacimiento del PRI (2006-2007)

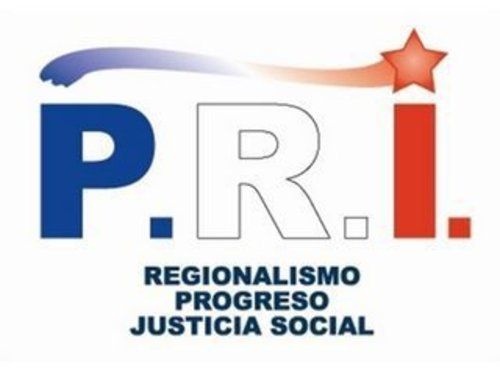
Primer logotipo del PRI.

Tanto el PAR como el ANI se vieron amenazados por el sistema electoral chileno, que exige a los partidos tener un porcentaje superior al 5% para permanecer activo y los partidos de regiones son excluidos por número a nivel nacional. Por ello, ambos partidos se reunieron en el Partido Regionalista de los Independientes (PRI), que fue fundado oficialmente el 4 de julio de 2006, ampliando su ámbito de acción a seis regiones, y con proyección al resto del país. 
El 28 de julio de 2007, la única representante del partido -hasta ese entonces- en el Congreso Nacional de Chile, la diputada Marta Isasi, renunció a este aduciendo desencuentros con la familia del alcalde de Iquique, en ese entonces prófugo de la justicia, Jorge Soria, y anunció que no se uniría a otra colectividad. Sin embargo, la parlamentaria se integró a la bancada de Renovación Nacional (RN), aunque no se hizo militante de ese partido. En 2008 Isasi dejaría la bancada RN para integrar la bancada del otro partido de oposición, la Unión Demócrata Independiente (UDI).
El 20 de agosto de 2007, el PRI firmó el "Manifiesto del Movimiento Nacional y Popular", en donde se señaló:

Nuestro llamado es que las bases ejerzan el derecho a proponer y elegir a sus propios candidatos en todas y cada una de las instancias ciudadanas, para recuperar una democracia participativa, multicultural y regionalizada para todos los chilenos; a fin de que las mujeres y hombres de nuestra patria encuentren, permanentemente, una instancia donde expresarse, donde aportar y donde sus anhelos y esperanzas constituyan efectivamente el programa de trabajo de un gobierno auténticamente democrático. La inclusión y cohesión social, lejos de ser un problema, es la única solución para Chile y su pueblo.
Manifiesto del Movimiento Nacional y Popular

En septiembre de 2007 salió a la luz pública la intención por parte de militares retirados de formar un nuevo partido político de carácter pinochetista, que tendría por nombre "Partido Militar Metropolitano". Este movimiento, que tendría como objetivo la Región Metropolitana de Santiago, fue sindicado por la prensa como un posible aliado del PRI, aunque finalmente el PRI desmintió la alianza.

### Llegada de los «colorines» (2008-2009)

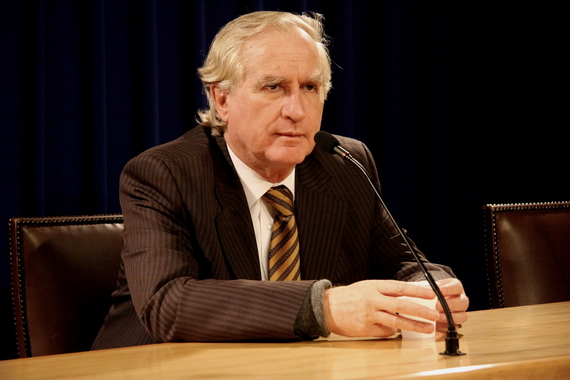
Adolfo Zaldívar, fallecido en 2013, es considerado uno de los principales referentes del PRI.

El año 2007 el senador Adolfo Zaldívar, líder histórico de una tendencia interna del Partido Demócrata Cristiano fue expulsado por votar en contra de un acuerdo de partido en razón a una política de Gobierno. Junto con Zaldívar renuncian y se integran al partido cinco diputados, que fueron conocidos como los «colorines» —por el cabello rojo de Zaldívar— más una decena de dirigentes y centenares de afiliados. El PRI solidarizó con el senador y Zaldívar encabeza un movimiento político nacional que se integra al PRI e inicia un proceso de constitución del partido en todas las regiones del país, quedaban 9 regiones por inscribirse, entre ellas las que representan el 70% de los electores, incluyendo la región Metropolitana, Bio Bío y Valparaíso. Esta tarea la ejecutan cientos de militantes a lo largo del país dirigidos por Adolfo Zaldívar quien le encarga la secretaría Ejecutiva al dirigente Eduardo Salas Cerda.
El año 2008 el PRI anunció su intención de participar en las elecciones venideras en el país como alternativa a las dos coaliciones mayoritarias. Para ello, como ya se señaló, se inicia el proceso de recolección de firmas y afiliados para inscribir el partido en todo Chile. El, entonces diputado, Jaime Mulet, asumió la presidencia de los Regionalistas. Pese a que en un comienzo el expresidente de la colectividad, Juan Carlos Moraga, se integró a la directiva. Se desató un conflicto entre «históricos» y «colorines», que finalizó con una nueva directiva, encabezada nuevamente por Mulet. Tras el control del PRI por los «colorines», el sector «histórico» del partido se alejó para formar el Movimiento Regionalista.
Para las elecciones municipales de 2008 se aglutinó al PRI junto al Partido Ecologista de Chile y el movimiento Chile Primero, en una lista llamada «Por un Chile Limpio», donde se presentaron 1429 candidatos en todo el país (de los que 639 pertenecían al PRI y 500 independientes PRI). Finalmente en las elecciones el PRI obtuvo el 3,7% de la votación nacional en concejales (mientras que el Pacto en total obtuvo el 7,57%), lo que posicionó al partido como un elemento relevante a nivel nacional en la política chilena, consolidándose como una opción a los conglomerados predominantes, la Concertación y la Alianza por Chile.
La directiva ampliada del PRI decidió el 10 de enero de 2009 proclamar a Adolfo Zaldívar como precandidato representante de la colectividad para la elección presidencial del 11 de diciembre de ese año. Zaldívar aceptó la propuesta al día siguiente. La precandidatura de Zaldívar, sin embargo, no tuvo los resultados esperados, no llegando a superar el 1% de las preferencias en las encuestas (muy por debajo del 6% obtenido por el PRI en las municipales de 2008). Finalmente, en el último día de plazo de las inscripciones, Zaldívar confirmó los rumores y anunció que no postularía a la presidencia, sin apoyar a ningún candidato.
Para las elecciones parlamentarias de 2009, el PRI se unió al Movimiento Amplio Social y a Fuerza País en un nuevo pacto electoral denominado Chile Limpio. Vote Feliz. El PRI obtuvo tres diputados; Pedro Araya Guerrero, Luis Lemus Aracena y Alejandra Sepúlveda.

### Primer gobierno de Piñera y segundo gobierno de Bachelet (2010-2018)

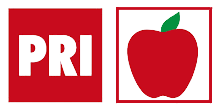
Emblema del PRI en 2012.

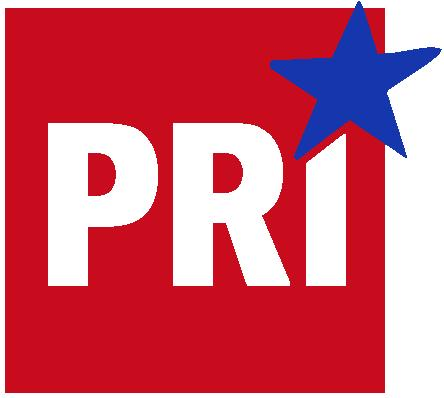
Emblema del PRI en 2013.

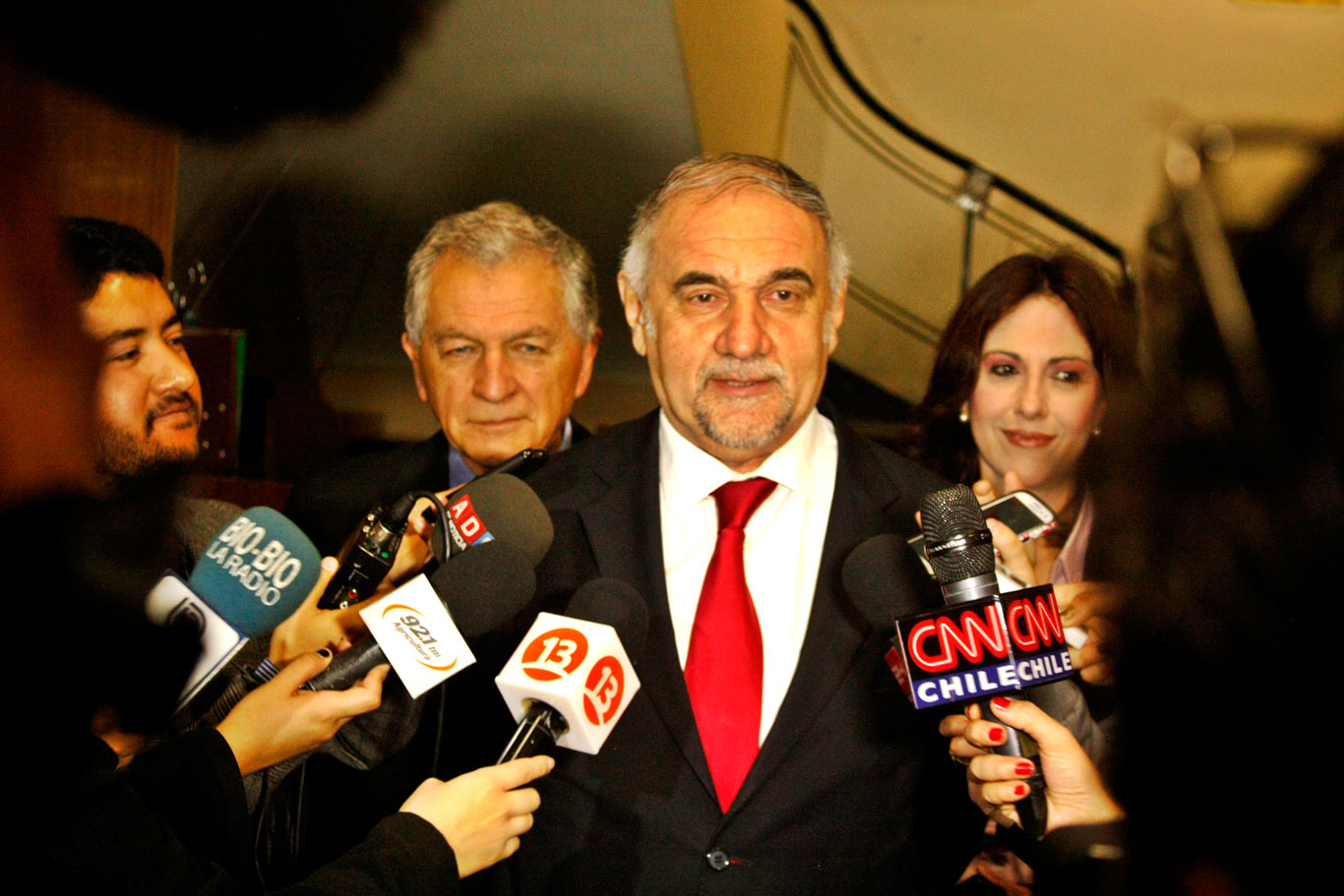
Ricardo Israel fue el primer y hasta ahora único candidato presidencial propio del PRI, que compitió en la elección de 2013.

En abril de 2010, Jaime Mulet fue expulsado del PRI, debido al apoyo que entregó a Eduardo Frei Ruiz-Tagle durante la segunda vuelta presidencial, realizada en 2010. El 16 de junio de ese año, Adolfo Zaldívar fue nombrado embajador de Chile en Argentina por el gobierno de Sebastián Piñera. Zaldívar fallecería en el mes de febrero de 2013, mientras ejercía su cargo. Entre el año 2010 y 2012, los tres diputados electos por el partido renunciaron, dejando al PRI sin representación parlamentaria. 
En las elecciones municipales de 2012, obtuvo el 4,39% de los votos a nivel de concejales, eligiendo 96 cupos (sin contar a independientes que postularon con apoyo del partido), y ganó cinco alcaldías.
Para la elección presidencial de 2013, el PRI entregó su apoyo al candidato Ricardo Israel. En aquellos comicios, Israel llegó en el penúltimo lugar con el 0,57% de los votos. Para la segunda vuelta, algunos integrantes del partido manifestaron su respaldo a la postulante de la Nueva Mayoría, Michelle Bachelet, aunque se había dejado a las bases en "libertad de acción" para su definición presidencial. En la parlamentaria que se realizó en paralelo a la primera vuelta no consiguió la elección de ningún diputado, mientras que en la de elección de consejeros regionales pudo elegir a ocho integrantes de su lista.
El 26 de abril de 2014 el partido fue reinscrito ante el Servicio Electoral de Chile bajo el nombre Partido Regionalista Independiente con el eslogan Un nuevo centro social Cristiano. Meses después, la directiva del PRI se reunió con el expresidente Sebastián Piñera para sumarse a la Fundación Avanza Chile y analizar su posible ingreso a una coalición de centroderecha con Renovación Nacional, la Unión Demócrata Independiente y Evópoli. Este acuerdo concluyó en enero de 2015 con el anuncio oficial de una nueva coalición de centroderecha que incluye al PRI, llamado Chile Vamos.

### Participación en el segundo gobierno de Piñera y fusión con DRP (2018)
Tras los resultados de las elecciones parlamentarias de 2017, en donde no alcanzó la votación mínima requerida por ley para mantener su estatus legal, el 27 de diciembre de ese año partido acordó fusionarse con Democracia Regional Patagónica, barajándose las opciones «Partido Regionalista Demócrata» y «Centro Democrático Regionalista» como posibles nombres para el nuevo partido. El 20 de febrero de 2018 fue constituida la fusión bajo el nombre de Partido Regionalista Independiente Demócrata.
El PRI ingresó al segundo gobierno de Piñera con la designación de Alejandra Bravo como subsecretaria de Bienes Nacionales y de Juan José Arcos como gobernador de la Provincia Antártica Chilena. También se había considerado al militante Cristian Fuentes como gobernador de Biobío, pero finalmente no asumió luego que sectores de Chile Vamos lo acusaran de haber apoyado al candidato Alejandro Guillier durante la elección presidencial. A nivel de secretarios regionales ministeriales, diez fueron los militantes del partido designados para tales cargos.

## Eslóganes de campaña
| Tipo de elección    | Título del eslogan             |
| ------------------- | ------------------------------ |
| Municipales 2008    | Por un Chile limpio, vota PRI  |
| Parlamentarias 2009 | Somos esperanza, somos futuro  |
| Municipales 2012    | Hoy mi voto es por ti          |
| Parlamentarias 2013 | Si eres regionalista, vota PRI |
| Municipales 2016    |                                |
| Parlamentarias 2017 |                                |

## Presidentes

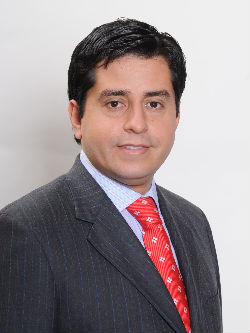
Pedro Araya Guerrero, presidente del PRI entre 2010 y 2011, prontamente renunció al partido

- Juan Carlos Moraga Duque (2006-2008)
- Jaime Mulet Martínez (2008-2009)
- Adolfo Zaldívar Larraín (2009-2010)
- Eduardo Díaz del Río (2010)
- Pedro Araya Guerrero (2010-2011)
- Carlos Olivares Zepeda (2011-2013)
- Humberto de la Maza Maillet (2013-2015)
- Alejandra Bravo Hidalgo (2015-2018)
- Eduardo Salas Cerda (2018)[41]

## Directiva (2018)
La última directiva del partido estuvo compuesta por:
- Presidente: Eduardo Salas Cerda.
- Primer vicepresidente: Jorge Acevedo Zamorano.
- Segundo vicepresidente: Hugo Ortiz de Filippi.
- Secretario general: vacante.
- Subsecretario: Paola Vidal Vergara.
- Tesorero: Carlos Caramori Donoso.
- Protesorero: Alejandro Salas Cerda.
- Directores:
  - Blas Araya Rivera.
  - Luz Osorio Bahamondes.
  - Raúl Herrera Herrera.
  - Edith Tapia López.

## Resultados electorales

### Elecciones presidenciales
|  | 0.57 % |

|  | 36.64 % |

|  | 54.58 % |

### Elecciones parlamentarias
|  | 4,00 % |

|  | 2,47 % |

|  | 1,15 % |

|  | 0,66 % |

### Elecciones municipales
|  | 3,70 % |

|  | 4,40 % |

|  | 2,41 % |

### Elecciones de consejeros regionales
|  | 3,09 % |

|  | 2,74 % |

## Miembros

### Senadores 2002-2010
| Nombre                  | Región | Circunscripción |
| ----------------------- | ------ | --------------- |
| Adolfo Zaldívar Larraín | Aisén  | 18              |

### Diputados

#### 2006-2010
| Nombre                      | Región        | Distrito |
| --------------------------- | ------------- | -------- |
| Jaime Mulet Martínez        | Atacama       | 6        |
| Pedro Araya Guerrero        | Antofagasta   | 4        |
| Carlos Olivares Zepeda      | Metropolitana | 18       |
| Alejandra Sepúlveda Orbenes | O'Higgins     | 34       |
| Eduardo Díaz del Río        | La Araucanía  | 51       |

#### 2010-2014
| Nombre                      | Región      | Distrito |
| --------------------------- | ----------- | -------- |
| Pedro Araya Guerrero        | Antofagasta | 4        |
| Luis Lemus Aracena          | Coquimbo    | 9        |
| Alejandra Sepúlveda Orbenes | O'Higgins   | 34       |

### Alcaldes y concejales
Los alcaldes electos en 2016 integrantes del PRI pertenecientes al Pacto "Chile Vamos PRI-Evópoli e Independientes", son:
- Aldo Piuner Solís (La Unión, Región de Los Ríos)
- Rolando Mitre Gatica (Mariquina, Región de Los Ríos)
- Juan Carlos Soto Caucau (San Pablo, Región de Los Lagos)

En cuanto a la elección de concejales, el PRI obtuvo 45 candidatos electos, los cuales se dividen por región de la siguiente manera:
| N.º  | Región                       | Concejales |
| ---- | ---------------------------- | ---------- |
| XV   | Arica-Parinacota             | 0          |
| I    | Tarapacá                     | 0          |
| II   | Antofagasta                  | 3          |
| III  | Atacama                      | 2          |
| IV   | Coquimbo                     | 6          |
| V    | Valparaíso                   | 7          |
| RM   | Metropolitana de Santiago    | 6          |
| VI   | O'Higgins                    | 1          |
| VII  | Maule                        | 1          |
| VIII | Biobío                       | 1          |
| IX   | Araucanía                    | 4          |
| XIV  | Los Ríos                     | 5          |
| X    | Los Lagos                    | 6          |
| XI   | Aisén                        | 0          |
| XII  | Magallanes-Antártica Chilena | 3          |
|      | Total nacional               | 45         |